# Nocturnal Breed
Nocturnal Breed er et norsk black/thrash metal-band dannet i 1996.

## Historie
Nocturnal Breed blev dannet i maj 1996 af bassist og vokalist S.A. Destroyer (tidligere sessionsmusiker for Satyricon under navnet "Svartalv"). Efter kort tid kom guitaristen Ed Damnator (også kendt som "Silenoz" fra Dimmu Borgir) med i bandet.
Destroyer og Damnator havde på det tidspunkt ingen kommercielle planer for bandet, og ønskede bare at indspille nogle demoer som de skulle dele med venner og andre musikere. Men de skiftede snart efter mening, og Nocturnal Breed skrev kontrakt med det hollandske pladeselskab Hammerheart Records i starten af 1997. Debutalbummet blev indspillet i Gordon Studios i Oslo med de to midlertidige musikere Astennu og Rick Hellraizer. Efter indspilningen tog Nocturnal Breed på Europa-turné i august sammen med Bal-Sagoth og Emperor. Guitarist I. Maztor og trommeslager Andy Michaels blev hentet ind til turnéen. EP-en Raping Europe '97 blev udgivet for turneen (som også har samme navn) og i oktober udkom debutalbummet Aggressor så endelig. Turnéen havde været en succes, og i ventetiden på deres kommende album blev EP-en Triumph of the Blasphemer udgivet.
I. Maztor endte som fast medlem i Nocturnal Breed, mens Andy Michaels blev erstattet af Tex Terror. Den nye line-up indspillede derefter andet album, ligeledes i Gordon Studios, i foråret 1998. Efter indspilningen forlod Ed Damnator bandet, og senere på året blev No Retreat... No Surrender så udgivet. Derefter begav bandet sig på sin anden Europa-turné, og forlod efterfølgende Hammerheart Records, da de følte af selskabet ikke støttede dem nok. Bandet påbegyndte indspilningen af tredje album uden at være tilknyttet noget pladeselskab – albummet blev ligesom de forgående indspillet i Gordon Studios i Oslo over en tre måneder lang periode i slutningen af 1999. Albummet blev udgivet efter et år (sent i december 2000) som The Tools of the Trade på Holycaust Records i USA. Aftalen med Holycaust omfattede også en samleboks med alle deres tidligere studiealbum, remastered med nye cover og hæfter. Dette blev imidlertid aldrig til noget, og The Tools of the Trade blev aldrig udgivet udenfor USA. I 2001 forlod I. Maztor Nocturnal Breed, og blev i stedet erstattet af T. Thrawn året efter.
I maj 2004 og april 2005 udgav Duplicate Records to 7" split-album kaldet Überthrash og Überthrash II. Disse to udgivelser inkluderer en sang af Nocturnal Breed, Audiopain, Aura Noir og Infernö hver.
På grund af interne konflikter i bandet forlod T. Thrawn Nocturnal Breed i juli 2005. Han blev erstattet af A.E. Rattlehead måneden efter. Bandet begyndte derefter at skrive nyt materiale. Det næste album blev indspillet i Deadringer Studios i Skjetten i 2006. I juni 2007 offentliggjorde bandet at grundet dårlig kommunikation med pladeselskapet havde Painkiller Records brudt kontrakten med bandet. Albummet blev derfor i stedet udgivet af Agonia Records under navnet Fields of Rot i juli 2007.

## Medlemmer

### Nuværende medlemmer
- S.A. Destroyer (Kenneth Svartalv) – Sang og bas (1996-)
- Tex Terror – Trommer og vokal (1998-)
- Ben Hellion – Guitar og vokal (1998-)
- A.E. Rattlehead – Guitar (2005-)

### Tidligere medlemmer
Guitarister
- I. Maztor (1997-2001)
- Ed Damnator (Sven Atle Kopperud) (1996-1998)
- T. Thrawn (Tom Kvålsvoll) (2002-2005)

Trommeslagere
- Andy Michaels (1997)

Studiemusikere
- Bitch Molester (Shagrath) (1996-1997) – Keyboard
- Tjodalv (1997) – Trommer
- Rick Hellraiser (1997) – Trommer
- Astennu (Jamie Stinson) (1997) – Guitar

## Diskografi

### Studioalbum
| År   | Titel                      | Pladeselskab        | Line-up                                                    |
| ---- | -------------------------- | ------------------- | ---------------------------------------------------------- |
| 1997 | Aggressor                  | Hammerheart Records | S.A. Destroyer og Ed Damnation                             |
| 1998 | No Retreat... No Surrender | Hammerheart Records | S.A. Destroyer, Ed Damnation, Tex Terror og I. Maztor      |
| 2000 | The Tools of the Trade     | Holycaust Records   | S.A. Destroyer, Ben Hellion, Tex Terror og I. Maztor       |
| 2007 | Fields of Rot              | Agonia Records      | S.A. Destroyer, Ben Hellion, Tex Terror og A.E. Rattlehead |

### Andre udgivelser
| År   | Titel                        | Pladeselskab        | Type udgivelse                            |
| ---- | ---------------------------- | ------------------- | ----------------------------------------- |
| 1997 | Demo Rehearsal 02.97         | Selvfinansieret     | Demo                                      |
| 1997 | Raping Europe '97            | Hammerheart Records | EP                                        |
| 1998 | Triumph of the Blasphemer    | Hammerheart Records | EP                                        |
| 2004 | Warthog 7”                   | Prostata Records    | EP                                        |
| 2004 | Motörmouth                   | Neseblod Records    | Single                                    |
| 2004 | Überthrash                   | Duplicate Records   | Split med Infernö, Audiopain og Aura Noir |
| 2005 | Überthrash II                | Duplicate Records   | Split med Infernö, Audiopain og Aura Noir |
| 2005 | The Remasters (Promo)        | Painkiller Records  | Promo-demo                                |
| 2005 | The Remasters                | Painkiller Records  | Samleboks                                 |
| 2005 | Black Cult: The Demonz 96-99 | Painkiller Records  | Opsamlingsalbum                           |